# بحيرة التمساح
بحيرة التمساح هي واحدة من أربع بحيرات مائية مالحة تمر بهم قناة السويس في شمال شرق مصر (البحيرات بالترتيب من الشمال للجنوب هي: بحيرة المنزلة، وبحيرة التمساح، والبحيرة المرة الكبرى والبحيرة المرة الصغرى)، ومعظم البحيرة ضحل فلا يزيد عمقه عن متر واحد، ومساحتها حوالي 14 كم2.

## الجغرافيا
تقع بحيرة التمساح في مدينة الإسماعيلية في إحدى أكثر البقاع انخفاضًا محصورة بين الحاجز الذي يفصل بين البحر الأبيض المتوسط، والبحر الأحمر.
امتدت بحيرة التمساح في العصور القديمة فكانت النهاية الشمالية للبحر الأحمر.
نشأت مدينة الإسماعيلية التي سميت على اسم الخديوي إسماعيل باشا حاكم مصر آنذاك على الضفة الشمالية لبحيرة التمساح في 4 مارس 1863. وتطل العديد من الشواطئ على البحيرة، منها شاطئ الشبان المسلمين، وشاطئ الفيروز، وشاطئ الملاحة، والشاطئ البحري، وشاطئ التعاون، وعدد قليل من شواطئ هيئة قناة السويس.

## التاريخ
كانت أول قناة تمر في البحيرة هي القناة التي حفرت في عهد الملك سنوسرت الثالث في عهد المملكة الوسطى قبل حوالي 4000 عام والتي عرفت باسم قناة سيزوستريس، وقد أعيد حفرها مرات عديدة، حيث أعيد حفرها وتوسيعها سنة 600 ق.م في عهد الملك نخاو الثاني، وكان آخر عملية حفر لها على أيام الخليفة العباسي المنصور.
ملأ الفيضان وادي طميلات في عام 1800، مما تسبب في غرق شواطئ بحيرة التمساح ونقل المياه جنوبًا إلى البحيرات المرة على بعد حوالي 14 كم. وفي نوفمبر من عام 1854 حصل السياسي الفرنسي فرديناند ديليسبس على فرمان من الخديوي سعيد يسمح له بحفر قناة السويس لتمر هي الأخرى بالبحيرة، وفي عام 1862 امتلأت البحيرة بمياه البحر الأحمر وأصبحت جزءًا من قناة السويس.

## الخصائص البيئية للبحيرة
تعتبر بحيرة التمساح بحيرة معتدلة الملوحة، إلا أنها تعاني من اختلافات كبيرة في نسب الملوحة. أثرت مشاريع الهندسة البشرية على نسبة ملوحة البحيرة، مما أدى إلى تغيرات في الحياة البيولوجية بالبحيرة. كما لوحظ انخفاض في نسب الملوحة بالبحيرة منذ عام 1871 بعد إنشاء قناة السويس، وأدت التوسعات اللاحقة للقناة، بالإضافة إلى مشاريع البناء الأخرى إلى زيادة تدفق المياه العذبة إلى البحيرة.
يعتبر منفذ الجميل هو المصدر الرئيسي للمياه المالحة في بحيرة التمساح. كان المصدر الرئيسي للمياه العذبة في البحيرة هو الفيضان السنوي للنيل حتى إنشاء السد العالي في أسوان وانقطاع الفيضان في عام 1966، وعلى الرغم من أن المياه الجوفية تمثل أيضًا الكثير من إمدادات المياه العذبة للبحيرة، إلا أن بحيرة التمساح تعاني من تباينات طبقية في درجات الملوحة، وتغيرات السطح الموسمية في الملوحة، وفي العقود الأخيرة، تجاوزت أصناف الكائنات التي تعيش في المياه العذبة في البحيرة عن تلك الأصناف التي تعيش في المياه قليلة الملوحة.

## التلوث
تعاني بحيرة التمساح من نسب عالية من تلوث المياه بها بشكل ملحوظ، مما يجعل مياهها خطرة جداً على صحة الإنسان، حتى أنها أصبحت غير صالحة للسباحة نظرًا للتلوث الشديد الناتج عن التخلص من الصرف الصحي والزراعي والصناعي دون معالجة، بما يحمله من مبيدات، وكيماويات، وهرمونات في المجرى الملاحي لقناة السويس، وفي البحيرات المرة، والمنزلة، والتمساح التي تعتبر بمثابة المصادر الرئيسية لصيد الأسماك، الأمر الذي أدى إلى تناقص الثروة السمكية بالإضافة إلى إهدار 3 ملايين متر مكعب من المياه يوميا.
رصدت الهيئة العامة المصرية لمشروعات الصرف بالإسماعيلية بيانا بالمصارف التي تلقى مخلفاتها في مياه البحيرات وقناة السويس والتي بلغ عددها نحو 20 مصرفا منها: 10 مصارف تصب في المجرى الملاحي لقناة السويس، و3 مصارف تصب في بحيرة التمساح، و7 مصارف تصب في البحيرات المرة والمنزلة.
كما كشف تقرير حديث للمعمل المشترك بالإسماعيلية عن وجود محطات لمعالجة مياه الصرف الصحي معالجة ثنائية غير نهائية بالمحافظة والتي يحظر استخدام المياه الناتجة عنها في ري الأشجار المثمرة، منها: محطة معالجة سرابيوم، وتصب في مصرف المحسمة الذي ينتهي إلى بحيرة الصيادين ومنها إلى بحيرة التمساح، ومحطة معالجة مدينة القنطرة غرب وتصب في مصرف شمال الإسماعيلية وينتهي عند بحيرة المنزلة، ومحطة معالجة التل الكبير وتنتهي إلى بحيرة التمساح، ورصد ارتفاع نسبة (COD) والقلوية، والأكسجين المستهلك كميائيا، وغاز كبريتيد الهيدروجين.
في عام 2002، أجريت دراسة للتحقق من تركيزات الهيدروكربونات العطرية متعددة الحلقات (PAHs) في أنواع الأسماك والمحار التي يستهلكها السكان المحليون من البحيرة. وشملت العينات أسماك البلطي، وسرطان البحر، وذوات الصدفتين، والمحار، وبطنيات الأقدام. أظهرت النتائج أن السرطانات تحتوي على "تركيزات أعلى بكثير من الهيدروكربونات العطرية متعددة الحلقات الكلية والمسرطنة مقارنة بالأنواع الأخرى، بينما احتوى المحار على مستويات أقل بكثير من الهيدروكربونات العطرية متعددة الحلقات.
في عام 2003 حاول عدد من الهيئات الأهلية تخفيف تلوث البحيرة، وقد كان ذلك حدثًا مهمًا للمجتمع المحلي، حيث أن البحيرة ذات أهمية اقتصادية للمدينة، ولصياديها.